# Panel sterowania
Panel sterowania – aplikacja systemowa w systemach operacyjnych Microsoft Windows, gromadząca w jednym miejscu narzędzia do ustawiania i zmiany parametrów systemu operacyjnego.
Panel sterowania umożliwia zarządzanie różnymi kategoriami sprzętu, usług i programów oraz kontami użytkowników. Zmiany tu wprowadzone zwykle dotyczą całego systemu i są istotne dla jego sprawnego działania.

## Dostęp do Panelu sterowania
Panel sterowania dostępny jest w Windows od wersji 1.0. Wraz z rozwojem systemu zmieniał się jego wygląd i sposoby jego wywoływania. Na początku dostęp dawała ikonka skrótu na pulpicie. W Windows 3.0 jako główne okno pojawia się Menedżer programów i dostępne skróty są tam właśnie umieszczane, zaś bezpośrednio na pulpicie są tylko ikony uruchomionych aplikacji.
W 32-bitowych systemach Windows Panel sterowania jest dostępny z menu Start, ale możliwe są też inne sposoby jego uruchomienia, jak dodanie ikony na pulpicie lub w folderze specjalnym „Mój komputer”. Ikonę można dodać jako skrót do pliku control.exe, ale można skorzystać też z faktu, że Panel sterowania jest traktowany jako folder specjalny i ma swój identyfikator GUID – {21EC2020-3AEA-1069-A2DD-08002B30309D}. Dodanie identyfikatora we właściwej sekcji rejestru spowoduje wyświetlenie ikony folderu specjalnego bez znaczka skrótu. Identyfikatora można też użyć do wydania polecenia ::{20D04FE0-3AEA-1069-A2D8-08002B30309D}\::{21EC2020-3AEA-1069-A2DD-08002B30309D}, gdzie pierwszy identyfikator to GUID folderu „Mój komputer”.
W Windows XP wprowadzono dwa interfejsy Panel sterowania – widok klasyczny i widok kategorii, uproszczony pod kątem łatwiejszego opanowania przez początkującego użytkownika. Widok kategorii zorganizowano jednak niekonsekwentnie – większość apletów jest widoczna w głównej części okna, ale niektóre aplety są dostępne tylko z menu „Zobacz także” na bocznym pasku. Podział na kategorie jest niejednoznaczny – nazwy kategorii mogą być mylące, poza tym niektóre aplety pojawiają się w kilku kategoriach. W warunkach awarii liczy się możliwość szybkiej i jednoznacznej reakcji, co sprzyja wyborowi widoku klasycznego Panelu sterowania.

## Aplety Panelu sterowania
Panel sterowania do wersji Windows 3.0 był pojedynczą aplikacją CONTROL.EXE zawierającą  niemodyfikowalny zestaw ikon. Od wersji 3.1 jest to tylko interfejs graficzny, wszystkie zadania konfiguracyjne wykonują oddzielne moduły o rozszerzeniu CPL zwane apletami. W ten sposób stworzono możliwość dodawania do Panelu sterowania modułów zarządzania pochodzących od innych firm. Aplety dostarczane z systemem powstały na podstawie modułów wchodzących wcześniej w skład aplikacji CONTROL.EXE, przy czym większość modułów weszła w skład apletu MAIN.CPL.
Liczba, zadania, nazwy apletów i ich wielkości zmieniały się w miarę rozwoju systemów Windows. Początkowo aplety były niewielkie i wyświetlały tylko okno dialogowe bez własnego menu. Później niektóre moduły apletu MAIN.CPL wydzielono do samodzielnych apletów. Obecnie niektóre aplety firm trzecich stały się rozbudowanymi aplikacjami lub interfejsami do uruchamiania oddzielnych paneli sterowania konkretnymi urządzeniami czy usługami.

### Widoczność apletów
Aplety systemowe są instalowane w katalogu systemowym Windows, aplety innych firm mogą być zainstalowane w innych katalogach, ale wówczas ich lokalizacja musi zostać zapisana w pliku CONTROL.INI. Panel sterowania przy uruchamianiu przeszukuje tylko wymienione lokalizacje i wyświetla wszystkie znalezione tam aplety, o ile nie zostały ukryte wpisem w sekcji [don't load] pliku CONTROL.INI. Aplety można też ukryć, przenosząc ich pliki do innego katalogu lub zmieniając ich rozszerzenie – dzięki temu można szybko ustalić, który z apletów sprawia kłopoty podczas uruchamiania Panelu sterowania czy naprawić błędnie wyświetlane nazwy.
W 32-bitowych wersjach Windows zawartość pliku INI zostaje przeniesiona do rejestru Windows. Poszczególne aplety są dostępne w menu kontekstowym obiektów, których konfiguracji służą, można też je uruchamiać samodzielnie, we wcześniejszych wersjach Windows wymagało to samodzielnego dodania skojarzenia rozszerzenia CPL z plikiem CONTROL.EXE.

## Polecenie control i jego parametry
Wydanie polecenie control powoduje uruchomienie pliku control.exe i wyświetlenie głównego okna Panelu sterowania. Polecenie control obsługuje parametry wiersza poleceń. Jako parametry mogą być podane nazwy apletów *.cpl lub słowa kluczowe, różne w zależności od wersji Windows. Polecenie z parametrem uruchamia bezpośrednio jeden z apletów bez otwierania głównego okna Panelu.

### Parametry w Windows 9x
W Windows 9x dostępne są parametry uruchamiające następujące aplety:
- FONTS – Czcionki
- PRINTERS – Drukarki
- KEYBOARD – Właściwości: Klawiatura
- MOUSE – Właściwości: Mysz
- INTERNATIONAL – Opcje regionalne
- PORTS – Właściwości systemu, karta Menedżer urządzeń
- DATE/TIME – Właściwości: Data/Godzina
- COLOR – Właściwości: Ekran, karta Wygląd
- DESKTOP – Właściwości: Ekran, karta Tło

Parametry te odpowiadają angielskim nazwom ikon wyświetlanych w Panelu sterowania wersji Windows 3.x.

### Parametry zmienione lub dodane w Windows 2000
- PORTS – Właściwości systemu, karta Identyfikacja sieciowa (zmieniony)
- INFRARED – Łącza bezprzewodowe
- TELEPHONY – Opcje telefonu i modemu
- NETWARE – Usługa Klienta NetWare
- FOLDERS – Opcje folderów
- NETCONNECTIONS – Połączenia sieciowe i telefoniczne
- USERPASSWORDS  – Użytkownicy i hasła
- SCHEDTASKS – Zaplanowane zadania
- ADMINTOOLS – Narzędzia administracyjne
- PANEL – Panel sterowania[1]

### Parametry zmienione lub dodane w Windows XP
- PORTS – Właściwości systemu, karta Nazwa komputera (zmieniony)
- DESKTOP – Właściwości: Ekran, karta Kompozycje (zmieniony)
- SCANNERCAMERA – Skanery i aparaty fotograficzne
- USERPASSWORDS  – Użytkownicy i hasła (wyświetla ogólne zarządzanie)
- USERPASSWORDS2 – Konta użytkowników (odpowiednik USERPASSWORDS w Windows 2000)